# Disturbo ossessivo-compulsivo
Il disturbo ossessivo-compulsivo o DOC (in inglese obsessive-compulsive disorder o OCD) è un disturbo mentale che viene chiamato anche sindrome ossessivo-compulsiva o SOC (in inglese obsessive-compulsive syndrome o OCS). In alcuni testi è conosciuto come disturbo ossessivo-coattivo, sindrome ossessivo-coattiva o semplicemente come disturbo ossessivo e sindrome ossessiva e, prima dell'uscita della terza edizione rivisitata del Manuale diagnostico e statistico dei disturbi mentali, come (psico) nevrosi ossessivo-compulsiva, (psico) nevrosi ossessivo-coattiva o semplicemente come (psico) nevrosi ossessiva e (psico) nevrosi coatta. Il disturbo si caratterizza per la presenza di pensieri rigidi ed egodistonici (ossessioni) e di comportamenti rituali ripetitivi (compulsioni) su cui il paziente riferisce di avere scarso se non nullo controllo. I comportamenti compulsivi sono spesso bizzarri e afinalistici ma coartano la volontà del soggetto, che non può non metterli in atto senza avvertire un profondo stato di angoscia e abbattimento.
In psicoanalisi è tuttora definito nevrosi ossessiva. Tale disturbo consiste in un disordine psichiatrico che si manifesta in una gran varietà di forme, ma è principalmente caratterizzato dall'anancasmo, una sintomatologia costituita da pensieri ossessivi associati a compulsioni (azioni particolari o rituali da eseguire) che tentano di neutralizzare le ossessioni.
Il disturbo ossessivo-compulsivo − che era classificato tra i disturbi d'ansia dal DSM-IV-TR, dal 2010 ICD-9-CM, dall'ICD-10 e dal Manuale Merck di diagnosi e terapia − è ormai da molti considerato, in virtù della sua incerta rispondenza al trattamento con farmaci ansiolitici, come entità nosografica autonoma. Il disturbo ossessivo-compulsivo è definito quindi come nucleo psicopatologico a sé stante, con un decorso e una sintomatologia peculiari, e correlati biologici specifici che vanno a poco a poco delineandosi. Nel DSM-5 è stato creato il capitolo specifico denominato Disturbi ossessivo-compulsivi e disturbi correlati, comprendenti oltre al disturbo ossessivo-compulsivo, il disturbo da accumulo, il disturbo di dismorfismo corporeo, la tricotillomania, la dermatillomania (disturbo da escoriazione), la dipendenza dal lavoro, la sindrome da acquisto compulsivo e tutti i disturbi da controllo degli impulsi (da non confondere con le dipendenze e i disturbi dell'alimentazione, spesso con componente compulsiva).
Il disturbo ossessivo-compulsivo d'ansia non deve essere confuso con il disturbo ossessivo-compulsivo di personalità (OCPD), patologia che appartiene invece ai disturbi di personalità. Il DOC possiede un'alta comorbilità con il disturbo evitante, la fobia sociale, il disturbo schizotipico, diverse fobie e alcuni disturbi dell'umore (specialmente il disturbo depressivo).

## Epidemiologia
nessun dato
     <45
     45–52,5
     52,5–60
     60–67,5
     67,5–75
     75–82,5
     82,5–90
     90–97,5
     97,5–105
     105–112,5
     112,5–120
     >120

Disability-adjusted life year stimato per disturbo ossessivo-compulsivo per 100 000 abitanti nel 2004.
nessun dato
<45
45–52,5
52,5–60
60–67,5
67,5–75
75–82,5
82,5–90
90–97,5
97,5–105
105–112,5
112,5–120
>120

Le ricerche hanno dimostrato che il DOC è molto più comune di quanto si pensasse in precedenza. Circa un individuo su cinquanta tra adolescenti e adulti è affetto da disturbo ossessivo-compulsivo. A causa della natura molto personale di questo disturbo, e per il timore del giudizio altrui e del possibile stigma sociale, spesso i sintomi del disturbo vengono taciuti al proprio medico. È possibile quindi che i tassi d'incidenza del DOC siano sottostimati. Alcune stime suggeriscono che il 2-3% della popolazione generale ne sia affetto; negli Stati Uniti pare che ne soffrano cinque milioni di individui.
La prevalenza del disturbo è dell'1,2% nella popolazione generale e, in età adulta, si manifesta maggiormente nelle femmine, mentre i maschi sembrano essere più vulnerabili al disturbo in età infantile. L'esordio del disturbo può essere tardivo, con sintomi che emergono anche dopo i 35 anni di età, anche se la metà delle persone affette li sviluppa prima dei venti.

## Storia

### Fino al XVI secolo
In Europa, dal XIV al XVI secolo, si riteneva che le persone che presentavano comportamenti o pensieri ossessivi fossero possedute dal demonio. In base a queste credenze, il trattamento consisteva nel bandire il "male" dalla persona "posseduta", attraverso un esorcismo o altro provvedimento. In questo caso, chi soffriva della condizione poteva rischiare anche un processo inquisitoriale o "civile" e il rogo.

### Casi storici dal XVII secolo in poi
Sono noti diversi casi storici celebri, diagnosticati anche in retrospettiva, di personaggi storicamente vissuti con probabili disturbi ossessivo-compulsivi, come, per esempio: il critico letterario Samuel Johnson (affetto anche da sindrome di Tourette), il riformatore religioso Martin Lutero, l'aviatore e imprenditore Howard Hughes, l'inventore Nikola Tesla, il militare Thomas Jackson, il filosofo Søren Kierkegaard, il biologo Charles Darwin, il compositore Gioachino Rossini, lo scrittore Hans Christian Andersen, lo scrittore Franz Kafka e il matematico Kurt Gödel. Il primo ad auto-descrivere il proprio DOC, senza sapere ovviamente di cosa si trattasse, fu, secondo alcuni studiosi, il predicatore John Bunyan (1628-1688).
Nei primi anni del Novecento, Sigmund Freud attribuì il comportamento ossessivo-compulsivo a conflitti inconsci che si manifestano come sintomi.

### Contemporaneità
Alcune persone celebri hanno reso nota la propria battaglia con il DOC, anche per sensibilizzare l'opinione pubblica, e tra queste si possono annoverare gli attori Jessica Alba e Leonardo DiCaprio, la cantautrice Gerardina Trovato, il latinista, poeta e scrittore Luca Canali che ha dedicato alcuni volumi alla propria storia, lo scrittore Thomas Ligotti e l'influencer del web Lele Pons.

## Comorbilità
Il DOC presenta numerose comorbilità, cioè tale disturbo può esprimersi in correlazione con un'altra patologia psichiatrica, tra cui:
- fobia sociale,
- attacchi di panico,
- depressione (reattiva e secondaria),
- distimia,
- disturbo d'ansia generalizzato,
- disturbi dell'umore,
- disturbi di personalità evitante (fino al 56% dei pazienti con DOC presenta questa patologia, spesso pregressa[11]),

ma anche:
- disturbo schizotipico di personalità e schizotipia[31],
- disturbo borderline di personalità,
- disturbo dipendente,
- disturbo di personalità passivo-aggressivo
- disturbo ossessivo-compulsivo di personalità e altri,
- disturbo da stress post-traumatico
- disturbo da deficit di attenzione/iperattività[32],
- sindrome di Asperger,
- sindrome di Tourette,
- disturbo da tic,
- fobie specifiche (misofobia, ipocondria, agorafobia, rupofobia, filofobia, ecc.),
- disturbi dello spettro ossessivo-compulsivo (es. shopping compulsivo, tricotillomania, dismorfofobia, disturbo da controllo degli impulsi, ecc.),
- dipendenza,
- disturbi dell'alimentazione.

Possono essere presenti disturbi fisici con coinvolgimento della serotonina (fibromialgia, sindrome da fatica cronica, distonia mioclonica).

## Eziologia
Il DOC è riconosciuto come un disordine psichico a patogenesi serotoninergica, in quanto è stato dimostrato che nei pazienti affetti da tale patologia è evidenziata una disfunzione nella trasmissione della serotonina tra i neuroni cerebrali.
Ciò può avere una causa esclusivamente biologica oppure essere anche accentuata da comportamenti acquisiti (i quali hanno riflesso anche nella struttura del sistema nervoso centrale, se appresi come abitudini e protratti) in persone geneticamente predisposte. La discussione verte spesso sul fatto se è il comportamento a influenzare prima il cervello o viceversa, tuttavia, un collegamento tra DOC e strutture cerebrali specifiche è stato stabilito.
Le cause primarie sono al momento sconosciute, ma alcuni fattori di rischio riguardano basi genetiche, strutturali e funzionali del cervello, oltre a contingenze ambientali e influenze esterne.

### Base genetica
La vulnerabilità genetica per il disturbo ossessivo compulsivo è dimostrata, ma spiega solo in parte il fenotipo del disturbo: studi sui gemelli monozigoti, separati alla nascita, hanno osservato che il disturbo non necessariamente si presenta in entrambi i fratelli. Questo fatto è in linea con le recenti scoperte in ambito genetico, soprattutto nel campo dell'epigenetica, che suggeriscono che il disturbo si manifesti come risultato dell'interazione tra fattori di vulnerabilità (genetici) ed esperienze con l'ambiente circostante.
Secondo uno studio pubblicato su Nature Communications, scritto da un gruppo di ricercatori del Broad Institute di Cambridge (Massachusetts), guidato da Elinor K. Karlsson e Kerstin Lindblad-Toh, sono stati individuati quattro geni responsabili della forza con cui alcuni neuroni formano sinapsi con altri neuroni, la cui presenza aumenta la probabilità di contrarre il DOC. Sono varianti dei geni NRXN1 e HTR2A, legate all'alterazione della struttura di legame della sinapsi, del gene CTTNBP2 (deputato alla conservazione dell'integrità sinaptica) e del gene REEP3, che si occupa dell'accumulo, nelle vescicole cellulari, dei neurotrasmettitori da rilasciare poi nella (chemio)sinapsi.
Un altro studio, condotto dall'Istituto di Fisiologia della Julius-Maximilians-Universität a Würzburg, in Germania, e pubblicato su Molecular Psychiatry, ha individuato nel deficit di SPRED2, proteina presente in diverse aree del cervello, una causa di OCD negli animali da laboratorio. L'eccessiva attivazione della via di segnale TrkB/ERK-MAPK potrebbe essere il meccanismo attraverso il quale il deficit di SPRED2 causa il DOC; il meccanismo avviene nelle sinapsi talamo-amidgdaliche.

### Ipotesi autoimmune
Secondo qualche studio, ancora in fase embrionale, ci potrebbe anche essere un'origine autoimmune, in seguito a un'infezione che ha generato una malattia fisica (come in altri disturbi della sfera ansiosa). La causa potrebbe derivare dalla reazione eccessiva allo streptococco β-emolitico di gruppo A. Tale sindrome, detta PANDAS, che a volte si manifesta con la corea di Sydenham, una manifestazione neurologica della febbre reumatica, provocherebbe invece in alcuni soggetti la predisposizione al DOC. Il DOC presenterebbe comparsa precoce, prima dei 14 anni, tic e alterazioni motorie, e spesso permane anche dopo la fine dell'infezione. Sono stati condotti alcuni studi sul ruolo della risposta infiammatoria e il disturbo ad esordio precoce.

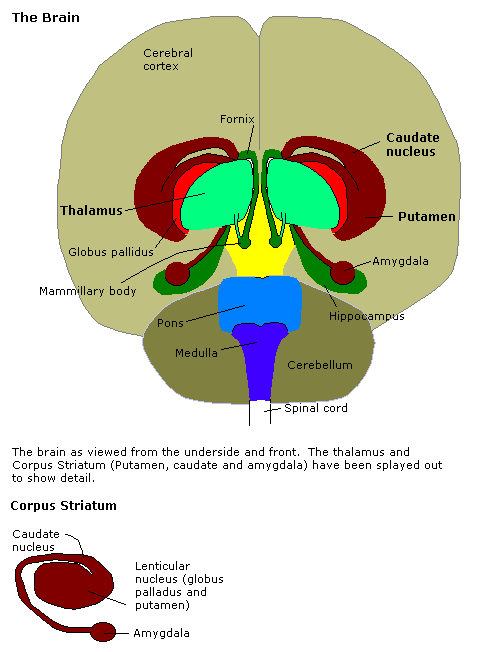
Schema dei gangli della base con il corpo striato, il nucleo caudato e l'amigdala. Si pensa che quest'area sia direttamente coinvolta nella genesi dei comportamenti ossessivo-compulsivi.

### Disfunzione nei gangli basali
Numerosi studi (Rauch, Rapoport, Schwartz), basati sull'analisi dei principali neurotrasmettitori come serotonina, dopamina, noradrenalina e sulla diagnostica in neuroimaging funzionale dell'encefalo, porterebbero a ipotizzare disfunzioni localizzate nel nucleo caudato e generalmente a livello dell'intero telencefalo; tali disfunzioni sono presenti specialmente nei gangli della base e particolarmente nel corpo striato (in quanto anche possibile causa della sindrome di Tourette, condizione che si trova spesso associata al DOC), sede del nucleo caudato, ma anche nei lobi frontali. Il ruolo della dopamina è discusso così come l'uso di dopaminergici antagonisti come i neurolettici: il suo eccesso conduce a comportamenti compulsivi egosintonici come gli acquisti compulsivi e le dipendenze, ma non ossessivi egodistonici e spesso il livello di dopamina può essere normale, fluttuante o basso nelle persone con DOC, mentre è assodata la carenza di serotonina e noradrelina (il cui precursore è appunto la dopamina) nel cervello e nel liquido spinale. In particolare, la dopamina può essere aumentata solo nei lobi frontali ma non nei gangli della base e nel resto dell'encefalo, per cui i farmaci neurolettici - se in soggetti sensibili e non in dosi minime - possono causare effetti extrapiramidali a causa dell'azione antidopaminergica sui neuroni della substantia nigra del mesencefalo. La relazione tra sistema dopaminergico e DOC resta tuttora molto dibattuta e soggetta a svariati studi.
Riguardo ai gangli basali, il nucleo caudato, che mette in atto normalmente un meccanismo di filtraggio dei messaggi ricevuti dalla corteccia cerebrale (parte più esterna del telencefalo e che presiede al pensiero razionale) ed è coinvolto in funzioni complesse come il pensiero, il processo decisionale e la comprensione, nelle persone affette da DOC e patologie simili è disfunzionale e presenta una maggiore attivazione, oltre che un'alterazione con aumento del metabolismo basale cerebrale del glucosio (il cervello giunge così a consumare molti zuccheri), che è possibile migliorare o peggiorare anche con i comportamenti appresi e messi in atto (tale aumento è più consistente in condizioni di stimolazione da sintomi ossessivi). La corteccia cerebrale diviene iperattiva e il paziente, sostanzialmente, presenta un errore nel procedimento di selezionamento degli impulsi, attivando poi, in seguito alla persistenza dei pensieri ossessivi nella corteccia prefrontale orbitale (che è anch'essa meno funzionale), le reazioni ansiose derivate dai nuclei più profondi e arcaici del cervello, quali l'amigdala, vicina al putamen (struttura che lavora assieme al nucleo caudato con funzioni simili) e collegata quindi ai gangli della base direttamente. Gli studi di brain imaging mostrano un allargamento dei ventricoli presente nel DOC ad esordio precoce e un'asimmetria del nucleo caudato con prevalenza della sostanza grigia. Il rimuginio tipico del DOC è considerato una forma degenerata ed estrema di mind-wandering e attiva eccessivamente il cosiddetto sistema neurale default mode network.

### Sviluppo comportamentale
Il fatto di avere genitori o figure di riferimento, durante l'infanzia e l'adolescenza, affetti da DOC o da tratti di personalità ossessiva influisce in modo decisivo sullo sviluppo del disturbo ossessivo-compulsivo; solitamente è determinante la predisposizione genetica, legata allo squilibrio biochimico già precedentemente descritto. Come molti disturbi d'ansia (tra cui le fobie), che possono comparire prima, durante e dopo il DOC e le sue prime manifestazioni, stabilendo un rapporto tra essi, pare che il DOC sia scatenato dall'aver avuto genitori assenti, cioè ipoprotettivi, oppure, e soprattutto, iperprotettivi e insicuri nei confronti del mondo.
I sintomi possono scatenarsi la prima volta o acutizzarsi, anche temporaneamente, in condizioni di stress eccessivo o a causa di uno shock emotivo o evento traumatico.

#### Secondo la psicoanalisi
In psicoanalisi, il disturbo rientra tra le varie nevrosi sviluppabili con le diverse "fissazioni" nelle varie fasi di sviluppo, specialmente nella seconda fase.
Sigmund Freud ammise la difficoltà di curare la "nevrosi ossessiva" con il metodo psicoanalitico dopo averlo studiato su un suo paziente, noto negli scritti freudiani come "l'uomo dei topi" o "l'uomo dei ratti", un avvocato il cui vero nome era Ernst Lanzer.
Nella fase di sviluppo sadico-anale si possono sviluppare, anche contemporaneamente, come nella scissione dell'Io, per fissazione di libido o mancanza di superamento del complesso di Edipo e regressione dalla terza fase alla seconda, varie nevrosi: una di queste è il DOC, chiamato in psicoanalisi "nevrosi ossessiva" o "nevrosi ossessivo-coattiva". In particolare, se al bambino è stata data un'educazione rigida al momento di passare al vasino, egli, come limita la funzione dell'escrezione, maturerà una personalità rigida e ordinata, spesso perfezionista e votata all'acribia. Il contenuto ossessivo spesso è derivato da esperienze varie, molto spesso da trasfigurazione di aspetti infantili. Nel caso dell'Edipo non risolto, il paziente teme di uccidere il padre e aggredire sessualmente la madre (o di ucciderla) e poi autocastrarsi per punizione (la tipica situazione edipica, dove Edipo si castra simbolicamente, accecandosi). Ci sono molti esempi (paura della propria sessualità che viene vissuta a volte come ribellione e a volte con senso di colpa, paura dello sporco, pensiero magico, coazioni/compulsioni varie; Freud li paragona ai rituali della religione, in quanto entrambi servono ad ottenere il perdono e la benevolenza di un'autorità superiore amata ed odiata, ossia del genitore umano e divino), che emergono dall'analisi, e compito dell'analista è identificarli tramite i sogni, il libero scambio e il dialogo aperto col nevrotico, sublimare il tutto e liberare i traumi e la libido fissata. Talvolta anche la psicoterapia può integrare l'analisi classica freudiana.
Freud descrisse anche la storia clinica di un tipico caso di "fobia nel toccare" che parte dalla prima infanzia, quando la persona ha un forte desiderio di toccare un oggetto. In risposta, la persona sviluppa una "proibizione esterna" contro questo tipo di azione. Tuttavia, questo "divieto non riesce ad abolire" il desiderio di toccare; tutto ciò che può fare è reprimere il desiderio e "forzarlo nell'inconscio", generando in questo modo la nevrosi.

### Altre cause
L'ipotesi di un deficit nutrizionale a carico di alcuni nutrienti, come l'avitaminosi, in alcune forme di DOC è tuttora discussa, così come l'influenza ormonale, specie derivante da malattie endocrine come l'ipotiroidismo o l'ipertiroidismo.
Taluni sintomi ossessivo-compulsivi o la presenza della malattia (o di altri disturbi mentali) sono stati evidenziati anche in soggetti affetti da celiachia (caratterizzata da difetto di assorbimento delle vitamine nei villi intestinali).
Anche la carenza di magnesio, che causa ipocalcemia e spasmofilia, può dare origine a sintomi ansiosi e ossessivi, così come l'eccessivo deposito di rame che avviene anche nei gangli basali (per esempio, nella malattia di Wilson). Anche talune infezioni, come il sovracitato streptococco o la sifilide neurologica, possono causare sintomi ossessivo-compulsivi. Sintomi ossessivo-compulsivi (più tipicamente il disturbo da controllo degli impulsi) possono manifestarsi anche in patologie neurologiche: a titolo di esempio, si possono ricordare le complicazioni secondarie della malattia di Parkinson (di solito a causa del trattamento con levodopa), o alcune fasi della demenza frontotemporale; manifestazioni ossessivo-compulsive possono verificarsi anche nella sclerosi multipla e in altre patologie.

## Diagnosi

### Considerazioni generali
Secondo il DSM-IV, il DOC è caratterizzato da sintomi ossessivi e/o compulsivi che siano fonte di marcata sofferenza per il paziente, comportino spreco di tempo (più di un'ora al giorno) e interferiscano con le normali attività quotidiane, risultando disfunzionali.
Il disturbo viene riconosciuto come tale solo se compromette il normale ritmo delle attività quotidiane e il funzionamento sociale e lavorativo del soggetto e se non può essere meglio giustificato da altri disturbi d'ansia o da malattie psichiatriche dovute a condizioni medico-cliniche generali.
Affinché venga diagnosticato un disturbo ossessivo-compulsivo devono essere presenti o soltanto ossessioni, oppure ossessioni e compulsioni allo stesso tempo.

### Definizione di "ossessione"
- Pensieri, dubbi, immagini o impulsi ricorrenti e persistenti che affliggono l'individuo e che da questo vengono percepiti come invasivi e inappropriati (o comunque fastidiosi) e che provocano una marcata sofferenza. La differenza con i disordini della personalità risiede proprio in questo fatto: mentre nel DOC le ossessioni sono avvertite come intrusive e indesiderate, nel disturbo ossessivo-compulsivo di personalità (o OCPD) hanno carattere egosintonico (possono anche infastidire il soggetto ma vengono avvertite come parte di sé e "naturali").
- L'individuo tenta (inutilmente) di ignorare o sopprimere tali pensieri, immagini o impulsi, o di neutralizzarli (altrettanto inutilmente) con altri pensieri e comportamenti (ossia "compulsioni", in alcuni testi definite anche "psichismo da difesa"[62] o "coazioni").
- L'individuo si rende conto che i pensieri, le immagini o gli impulsi sono frutto della propria mente, ed è in generale lucidamente conscio della propria situazione. Se le ossessioni, infatti, venissero ritenute reali, allora si cadrebbe nel campo della schizofrenia o delle psicosi, o nel cosiddetto DOC con scarso insight.

### Definizione di "compulsione"
- Comportamenti o azioni mentali ripetitivi, metodici e capillari che l'individuo si sente obbligato a eseguire, come una sorta di rituale stereotipato (che può servire a "riparare" un "danno" oppure a diminuire l'ansia causata da un pensiero), per difendersi da una certa ossessione.
- I comportamenti o le azioni mentali hanno l'obiettivo principale di combattere le ossessioni; spesso questi comportamenti o queste azioni mentali sono chiaramente eccessivi e/o non sembrano, da parte di un osservatore esterno, essere realmente connessi con l'ossessione che cercano di neutralizzare.
- Le compulsioni possono riguardare diverse e disparate tematiche, come la contaminazione, il perfezionismo, l'ordine, il controllo.

## Sintomi e manifestazioni

### Rituali anancastici
Il paziente affetto da DOC non si lamenta in particolare dell'ansia, quanto piuttosto delle ossessioni e delle coazioni da attuare. L'ansia si manifesta e si accresce solamente se si interferisce nei rituali messi in campo per difendersi dalle ossessioni.
Le ossessioni sono idee e pensieri cui il malato non può smettere di pensare o che si presentano, comunque, con una frequenza molto elevata. Comuni ossessioni includono la paura di provare disagio, di essere feriti o di causare dolore a qualcun altro. Le ossessioni sono tipicamente automatiche, frequenti e difficili da controllare o da eliminare di per sé.
Le compulsioni si riferiscono ad azioni eseguite dalla persona, normalmente in modo ripetitivo, al fine di opporsi (inutilmente) al pensiero o ai pensieri ossessivi. Nella maggior parte dei casi, questo comportamento diventa talmente regolare e inserito nella quotidianità che l'individuo non lo ritiene un problema degno di nota. Le comuni compulsioni includono, in modo eccessivo, comportamenti come il lavarsi, il controllare, il toccare, il contare o il sistemare e ordinare; altre possono essere comportamenti rituali che l'individuo esegue in quanto convinto che abbasseranno le probabilità che una ossessione si manifesti. Le compulsioni possono essere osservabili (come il lavarsi le mani), ma possono anche essere riti mentali come la ripetizione di parole e frasi o il conto, così come il ripasso mentale di azioni.
Per gli individui non interessati da questo disturbo, questi rituali, detti rituali anancastici (da "anancasmo" o "anancasma", in greco antico: ἀνάγκασμα?, anánkasma, "obbligo, coartazione"), appaiono strani, pure anormali e cervellotici, e non necessari, ma per l'individuo affetto tali azioni sono estremamente importanti e devono essere eseguite in particolari modi, a volte arzigogolati, per evitare conseguenze negative e per impedire all'ansia di prendere il sopravvento.
Nella letteratura scientifica, è possibile individuare quattro sottocategorie principali di DOC:
1. Washer/Cleaner ("il pulitore, l'igienizzatore"): caratterizzato dalla presenza di pensieri intrusivi riguardanti la contaminazione tramite sostanze "sporche" o "impure". I rituali conseguenti sono inerenti al lavaggio (di mani o altre parti del corpo, di abiti o altri accessori a contatto) e la pulizia (di superfici, ambienti, oggetti).
2. Checker ("il controllore, il supervisore"): i pensieri riguardano l'omissione di un comportamento o il fatto di essersi comportati in un certo modo. In entrambi i casi, l'evento è vissuto come portatore di un danno all'immagine sociale della persona. I rituali comprendono continui controlli della situazione temuta e da prevenire a tutti i costi (chiudere il gas, chiudere la porta di casa o della macchina).
3. Ordering ("l'ordinatore, il regolatore"): i pensieri riguardano un fenomeno noto come "Not Just Right Experience", ovvero la sensazione che qualcosa sia fuori posto o non propriamente in ordine. Ne consegue che i comportamenti ossessivi tenderanno a ristabilire questo ordine.
4. Ripetizione e conteggio: come in una sorta di pensiero magico, le compulsioni riguardano il contare ripetutamente oggetti o altro per allontanare la minaccia temuta, come se il solo fatto di pensare esercitasse un'influenza decisiva sulla realtà.

Esempi comuni di queste azioni sono:
- controllare ripetutamente che la macchina parcheggiata sia ben chiusa a chiave prima di lasciarla;
- accendere e spegnere le luci un certo numero di volte prima di uscire da una stanza;
- salire una scala o entrare in una stanza sempre e solo con un determinato piede, ad esempio il destro;
- alzare e abbassare continuamente il volume di una radio o del televisore perché si è convinti che nessuna intensità sia adatta;
- lavarsi reiteratamente le mani a intervalli regolari durante il giorno o non riuscire a smettere di sciacquarle una volta insaponate.

I sintomi esatti possono includere, più specificamente, tutti o solo alcuni dei seguenti:
- la ripetizione continua di azioni "riparatrici" (come lavarsi le mani);
- un sistema di conto specifico (contare in gruppi di quattro, sistemare le cose in gruppi di tre, sistemare gli oggetti in insiemi pari o dispari, insomma dotare di una sequenza numerica o una distribuzione matematica una realtà percepita come caotica);
- controlli protratti e ripetuti, volti a riparare o prevenire gravi disgrazie o incidenti;
- impostare limiti specifici ad azioni in corso, ad esempio imponendosi di raggiungere la propria automobile compiendo esattamente dodici passi;
- allineare perfettamente gli oggetti nel loro insieme, in angolazioni perfette (questo sintomo si ha anche nel disordine della personalità e può essere confuso con questa condizione);
- puntare lo sguardo o gli oggetti in direzione degli angoli della stanza;
- in pavimentazioni composite, evitare il calpestio delle fughe di separazione, ossia poggiare il piede solo al centro delle piastrelle;
- voler "provare" o ripetere mentalmente e continuamente l'amore per il partner (DOC da relazione), o l'attrazione per il sesso opposto (DOC omosessuale, evitando al contempo situazioni con persone dello stesso sesso) o le persone adulte (DOC pedofilo, in cui si tende anche ad evitare ogni contatto con bambini, avendo l'ossessione infondata di essere pedofili);
- ricerca di simmetria (calpestare un pezzo di carta con il piede sinistro può indurre il bisogno di calpestarne un altro con il piede destro, o di tornare indietro e pestarlo nuovamente, e sempre per ristabilire un equilibrio immaginario che si sente perduto o compromesso);
- paura di contaminazione fisica (come la paura delle secrezioni fisiologiche del corpo umano quali saliva, sudore, lacrime, muco, sangue, urina e feci; alcuni casi di DOC hanno addirittura dimostrato la paura che il sapone utilizzato dal soggetto per detergersi sia esso stesso contaminato), o anche metafisica (contaminazione da pensiero o da contatto immaginato);
- paura ossessiva delle malattie (cfr. ipocondria) o di impazzire;
- sostituire i "cattivi pensieri" con "buoni pensieri" (la visione di un bambino malato può costringere a pensare ad un bambino che gioca felice); ricerca della "giusta sensazione" e di un corretto allineamento con una propria percezione;
- superstizione eccessiva o pensiero "magico": ad esempio, nel caso di persone molto credenti, esso assume la forma del cosiddetto "DOC religioso" (in inglese scrupolosity), ovvero uno scrupolo eccessivo nel seguire ogni dettame della propria fede in maniera integrale e superstiziosa o ripetere mentalmente preghiere, mentre in persone mediamente credenti o non religiose sono messi in atto comportamenti scaramantici e/o ritualizzati in maniera magica e precisa, che la persona, in genere, mette in atto solo quando è in ansia a causa di eventi che considera nefasti, mentre quando è in fase di calma spesso li considera esagerati o assurdi. In certi casi l'ossessione può essere incentrata sul paranormale. Il paziente è convinto che questi rituali preservino da sfortune o "riparino" ad errori compiuti o cose "sbagliate" accadute. Inoltre, tende ad evitare numeri od oggetti che ritiene portino sfortuna, ossia simboli malaccetti o detestati;[65]

- DOC da accumulo: il paziente colleziona enormi quantità di oggetti inutili (ma spesso con la convinzione che, in un futuro più o meno lontano, possano tornare utili) e non riesce a disfarsene.

Molte delle ossessioni e delle compulsioni relative sono, come palesato nell'elencazione, di tipo dubitativo: dal timore di non aver eseguito correttamente atti comuni della vita quotidiana (ad esempio chiudere il gas, la luce elettrica, l'acqua, ecc.) a preoccupazioni morali, esistenziali, religiose. Nel primo caso le ossessioni sono spesso associate a rituali di controllo, compulsioni mentali e "riparazioni" o "compensazioni"; nel secondo si manifestano in forma isolata.
Sono ossessioni dubitative anche il timore di commettere atti aggressivi verso sé o gli altri (attraverso il ferire, l'uccidere, violentare, bestemmiare, suicidarsi, impazzire e così via); queste forme si associano all'evitamento di situazioni che vengono ritenute "rischiose" dal paziente, come quelle che espongono a coltelli o altri oggetti offensivi o contundenti, guidare l'automobile, affacciarsi alla finestra, entrare nei luoghi di culto religioso, tenere in braccio il proprio bambino e molti altri; o si collegano a rimuginazioni eccessive e ricerca del "sintomo" o della spia che indicherebbe tali pericoli (ad esempio, ritenere un'immagine mentale, in realtà innocua, come il preludio ad una malattia psichica più grave o il segno della propria tendenza omicida, con notevole aumento dell'ansia e conseguente nuovo innesco di meccanismi anancastici).
Vi sono, tuttavia, molti altri sintomi. Tutti possono portare ad evitare le situazioni di "pericolo" o disagio e quindi influire sulla vita del soggetto che ne è affetto, attraverso gli evitamenti in misura pari ai sintomi stessi. È importante ricordare che possedere qualcuno dei sintomi elencati non è un segno assoluto di DOC e viceversa, e che la diagnosi di DOC deve essere fatta prudentemente da uno psichiatra per essere ragionevolmente certi di soffrire di questo disturbo.
Anche se il paziente è convinto che i rituali siano solo un effetto del disturbo, egli non riesce comunque ad ignorarli.

#### DOC con scarsoinsight
L'orientamento oggigiorno prevalente nei casi di scarso o nullo insight (termine con cui si suole indicare la consapevolezza delle ossessioni come irreali e/o la capacità di resistere alle ossessioni e alle compulsioni) in pazienti con OCD (spesso con problematiche aggiuntive come disturbo schizotipico di personalità e funzionamento del paziente al limite (borderline) tra nevrosi e psicosi, condizione in passato detta psiconevrosi), è di tenere separata la diagnosi di schizofrenia, entità patologica di origine diversa e con diverso esordio. Diverso è il caso in cui una schizofrenia conclamata è in comorbilità con il disturbo ossessivo-compulsivo, molto più spesso di quanto potrebbe essere spiegato tramite il puro caso, anche se può risultare difficile e non immediato distinguere le ossessioni che si verificano nell'OCD dalle illusioni e dai deliri tipici della schizofrenia.
Per il DOC con insight insufficiente (poor insight), sintomi psicotici o idee deliranti, si sono utilizzati, invece, di volta in volta i termini di "psicosi ossessivo-compulsiva", DOC con idee prevalenti, DOC con aspetti psicotici, DOC con "transizioni psicotiche", o, più recentemente, di "DOC con scarso insight", nei casi più gravi di disturbo delirante in concomitanza con DOC o un disturbo ibrido dello spettro schizofrenico che presenti come caratteristica principale la sintomatologia ossessivo-compulsiva. Nel caso di presenza di deliri (con possibile egosintonicità) e sintomi psicotici che inducano la persona affetta da DOC a ritenere sensate le proprie ossessioni, anche per lungo tempo e in assenza di ansia, occorre un intervento terapeutico più massiccio. Spesso lo scarso insight si presenta con l'alessitimia ed è alimentato da questa.

### Altre manifestazioni
Talvolta il paziente, oltre alle comorbilità (tra cui le più frequenti sono il disturbo da tic, la schizotipia, il disturbo evitante), presenta una depressione solitamente "agitata" non riconosciuta inizialmente dal diagnosta, che inasprisce la sua sintomatologia ossessivo-compulsiva e che lo induce ad apparire, a volte, teso, cioè come in uno stato simile alla tensione meditativa; possono manifestarsi quindi, oltre all'ansia, comunemente: disforia (un altro disturbo dell'umore collegato alla depressione ma meno pervasivo della ciclotimia conclamata), sconforto, disturbo esplosivo intermittente, angoscia, malinconia, apatia, anedonia, stereotipia, egocentrismo e senso di colpa, attacchi di ira (questi in circa la metà dei pazienti, e dove sono presenti sintomi depressivi accanto alle ossessioni), tipiche distorsioni cognitive ossessive, meccanismi di tipo dissociativo (depersonalizzazione, derealizzazione e confusione), pseudoallucinazioni (senza "pretesa di realtà" esterna come nell'allucinazione uditiva o nella palinacusia; ad esempio sonorizzazione del pensiero, ad esempio sentire una musica "in testa", forma pervasiva del cosiddetto earworm) in forma lieve; i sintomi subiscono un peggioramento di fronte allo stress, come in tutti i disturbi d'ansia.

#### Sintomatologia somatica
I pazienti, a causa del carico d'ansia ossessivo-compulsivo e delle comorbilità come la fobia sociale, i disturbi dell'alimentazione, e gli attacchi di panico, possono soffrire di insonnia, disturbi del sonno, ipersonnia, e disturbi somatoformi con sintomi fisici di derivazione ansiosa quali tremore, astenia, fatica, nausea e disturbi gastrointestinali quali gastropatia, gastriti e colite spastica con stipsi (pazienti con questa comorbilità possono sviluppare un'ossessione per i ritmi intestinali e minzionali, la bowel obsession syndrome); inoltre di vertigini, svenimento (lipotimia o sincope), ipersudorazione, incremento della sindrome vasovagale, tachicardia, extrasistole, sindrome da iperventilazione), altri disturbi fisici e psicosomatici legati alla depressione (affaticabilità, perdita o mancanza di energia/slancio vitale o prostrazione fisica/astenia, forme di fibromialgia, tensione muscolare, perdita o aumento di peso, mal di testa, dorsopatia, dolori vari ecc.), sovraccarico sensoriale, ipersensibilità fisica e ipersensibilità emotiva (tratto di carattere che può essere predittivo di sviluppo di DOC o disturbi d'ansia quando si presenta già nei bambini). Al contempo, questi disturbi e lo stress peggiorano a loro volta i sintomi ossessivo-compulsivi, instaurando un circolo vizioso.

#### Sessualità
In considerazione del fatto che spesso il paziente ossessivo-compulsivo si impone una severa morale ed è fortemente preoccupato della contaminazione, la sessualità è spesso ostacolata o, comunque, fortemente caricata e conflittuale, rappresentando una condizione difficilmente accettabile e controllabile.

#### Alessitimia
Spesso il paziente ossessivo-compulsivo presenta alessitimia, ossia difficoltà nell'identificazione delle proprie e altrui emozioni e motivazioni, e difficoltá di distinzione delle stesse dalle sensazioni fisiche, con l'incapacità di descriverle efficacemente agli altri.
La loro capacità immaginativa, introspettiva e onirica può essere ridotta, o focalizzata su costrutti bizzarri, istintivi o ripetizione banale di vita quotidiana o lavorativa; mancano di capacità d'introspezione e di fantasia (nel DOC spesso si verificano fantasie bizzarre ma semplici), e tendono ad assumere comportamenti conformanti alla media. I soggetti alessitimici tendono anche a stabilire relazioni di forte dipendenza o, in mancanza di esse, preferiscono l'isolamento sociale. L'alessitimia è stata associata a uno stile di attaccamento insicuro-evitante, caratterizzato da un bisogno talvolta ossessivo di attenzioni e cure. Circa il 20-40 % dei pazienti con DOC è alessitimico. La sofferenza psicologica derivata dal non riuscire a esprimere le proprie emozioni risulta spesso intollerabile per questi pazienti, nel caso in questione aggravata dalle ossessioni, dalle compulsioni e da tutte le manifestazioni citate. I risultati della ricerca di De Berardis et al. (2015) mostrano una maggiore severità del disturbo ossessivo-compulsivo con insight ridotto e responsabilità eccessiva nei pazienti con alessitimia. Ciò viene spiegato facendo riferimento al concetto di “alessitimia secondaria acuta” (Frebergers, 1977). Esso è un fenomeno stato-dipendente, transitorio, che compare a seguito di un'esposizione ad eventi stressanti e che tende a diminuire con la risoluzione dell’episodio stesso. L'eccessivo senso di auto-responsabilità, colpevolizzazione e timore a volte al confine con l'ideazione paranoide del paziente DOC con scarso insight potrebbe derivare da un’ipervalutazione del pensiero altrui (Moritz et al., 2013) e potrebbe essere collegato a un senso di colpa rispetto alle difficoltà emotive sociali, di gran lunga maggiore nel DOC con alessitimia. (Mazza et al., 2010).

## Trattamento

### Generalità
Il DOC è tradizionalmente considerato un disturbo a decorso cronico e invalidante; seppur ritenuto da alcune fonti risalenti agli anni Novanta del ventesimo secolo refrattario ad ogni tipo di intervento terapeutico (in particolare quando la malattia giunge al trattamento in soggetti oltre i 35 anni di età) bisogna anche ricordare, però, che oggi la prognosi è sicuramente più favorevole e migliorata, in quanto l'approccio terapeutico al disturbo è radicalmente mutato: la psicoanalisi classica non è più considerata la cura di elezione per questi pazienti, mentre risultano attualmente di prima scelta forme differenti di trattamento, più efficaci e applicabili su scala più ampia.
Tra questi nuovi e innovativi approcci, in particolare, la farmacoterapia e la psicoterapia cognitivo-comportamentale hanno messo a punto sia dei protocolli specifici di intervento per il DOC, sia delle metodiche di valutazione dei risultati che consentono una verifica clinica e sperimentale. Anche l'ipnosi ericksoniana ha dimostrato una certa validità, se associata a terapia comportamentale e come supporto ad essa. Altre terapie non farmacologiche di supporto utilizzate per il DOC, con meno evidenze cliniche in peer review rispetto a quelle citate, sono l'EMDR, la terapia strategica e le terapie basate sulla mindfulness.

### Farmacoterapia

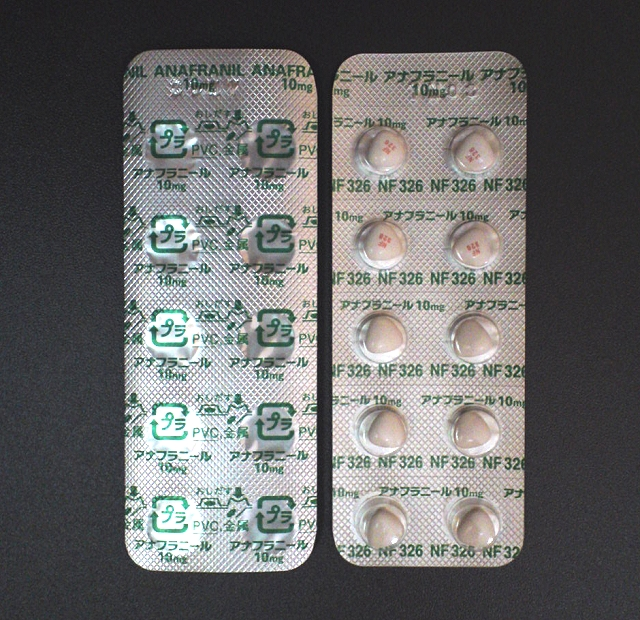
Un blister di pastiglie di clomipramina con il nome commerciale di "Anafranil"

Prima dell'avvento della clomipramina, l'accostamento psicofarmacologico al disturbo ossessivo-compulsivo era risultato deludente. In pratica, si era affermata l'inefficacia di qualsiasi agente in questa situazione. La ragione di questa peculiarità risiede nel fatto che la sintomatologia del DOC è spesso fortemente inasprita dal sopravvenire di una "depressione agitata" non riconosciuta. In virtù di ciò, capita che si produca una notevole accentuazione delle compulsioni nel paziente (tanto è vero che il diagnostico può erroneamente considerare tale inasprimento come la questione psicopatologica centrale, tralasciando così il disordine dell'"affettività di base") e quindi tutto quanto può alleviarla o guarirla, come per esempio le fenotiazine o gli antidepressivi triciclici, e si verifica una riduzione della sintomatologia coattiva acuta. Tuttavia, il paziente non torna altro che alla dominante ossessiva di base.
Successivi rapporti hanno invece dimostrato che la clomipramina ha un valore specifico negli stati ossessivo-compulsivi al di là del suo effetto antidepressivo, e che questa azione anti-ossessiva è presente anche negli SSRI (Selective Serotonin Reuptake Inhibitors, lett. "inibitori selettivi della ricaptazione della serotonina", detti anche antidepressivi di nuova generazione o atipici), in particolare fluoxetina, fluvoxamina, paroxetina, citalopram e sertralina, se usati a dosaggi vicini o uguali a quelli massimali (es. 60 mg/die per la fluoxetina, 300 mg/die per la fluvoxamina, 60 mg/die per la paroxetina e 200 mg/die per la sertralina). Il tempo di latenza dell'effetto antiossessivo degli SSRI è di circa dieci/dodici settimane contro le tre o quattro di quello antidepressivo. La percentuale di non-responder a questo tipo di trattamento è di circa il 30-40%.

Formula chimica di una molecola di fluoxetina, un SSRI che può essere usato nel trattamento del disturbo ossessivo-compulsivo

Non è ancora perfettamente accertato, invece, se l'efficacia degli SSRI nei disturbi ossessivo-compulsivi sia maggiore delle benzodiazepine (o più in generale di tutto il gruppo degli ansiolitici, anche non benzodiazepinici), ragion per cui spesso vengono prescritti in abbinamento. Alcuni autori sconsigliano però il loro uso in quanto, pur dando un'attenuazione dell'ansia, creano altresì dipendenza e tolleranza e ostacolano la psicoterapia cognitivo-comportamentale. A causa di ciò e degli effetti collaterali non possono essere utilizzate per lunghi periodi e ad alti dosaggi. La tolleranza è presente invece solo a lungo termine negli SSRI, in caso di terapie continuative e più lunghe di due anni, e si può manifestare in caso di ripresa della terapia dopo sospensione improvvisa.
Secondo alcuni autori, l'associazione dell'ansiolitico non benzodiazepinico buspirone agli SSRI può aiutare i pazienti affetti da DOC ad affrontare con maggiore successo la terapia cognitivo-comportamentale alleviando le resistenze ansiose. Sono utilizzabili secondo alcuni studi anche il triptofano o, nel DOC resistente, gli inibitori della ricaptazione della noradrelina.
L'associazione di SSRI con neurolettici incisivi a bassa dose quali gli antipsicotici tipici aloperidolo e clopentixolo, o quella con gli antipsicotici atipici, di seconda generazione, quali il risperidone, l'olanzapina e la quetiapina, sostenuta da alcuni psichiatri, non è di solito considerata una pratica razionale (a causa del rischio di effetti extrapiramidali) tranne che in presenza di DOC di notevole gravità, spesso con personalità borderline, a esordio precoce, oppure in quei pazienti affetti anche da un disturbo da tic. È usato anche l'antipsicotico di terza generazione aripiprazolo.
In caso di DOC in comorbilità con il disturbo bipolare, è possibile l'utilizzo dei sali di litio, come del valproato, un antiepilettico usato anche per il bipolarismo, che, utilizzato anche in monoterapia per il solo DOC, ha dimostrato efficacia in un insieme di pazienti che non tolleravano la terapia con antidepressivi serotoninergici. Un altro antiepilettico, la carbamazepina, ha dato risultati non soddisfacenti, così come gli antidepressivi IMAO (inibitori delle monoamino ossidasi) hanno dato risultati di studio contrastanti e incerti, e che presentano alta probabilità di effetti collaterali gravi, specialmente se assunti in concomitanza con alcuni cibi e farmaci (solitamente non vengono quindi usati pur essendo stati sperimentati sul DOC).
Terapie sperimentali in fase di sviluppo studiano invece l'utilizzo di vitamine e zuccheri particolari (come l'inositolo). Il myo-inositolo (poliolo carbociclico presente in cereali, noci, meloni e aranci), somministrato come farmaco in studi a doppio cieco, è risultato essere efficace nel trattamento del DOC. La sua efficacia sarebbe equiparabile a quella degli SSRI ed è virtualmente privo di effetti collaterali. Tuttavia la quantità impiegata era solamente di 18 grammi al giorno per 6 settimane e non vi sono ancora studi sui possibili effetti per periodi di assunzione più prolungati.
In casi di DOC secondario ad altri disturbi, come le carenze di particolari nutrienti o la celiachia, andrà primariamente curato il disturbo originario, preferendo lasciare in secondo piano la sintomatologia compulsiva.
Numerose altre sostanze sono studiate per il trattamento del disturbo ossessivo-compulsivo ma per ora nessuna di queste ha raggiunto sufficienti evidenze empiriche da permettere di raccomandarli come trattamenti di prima linea.
Ad esempio, l'associazione di memantina ad un SSRI ha provocato un miglioramento dei sintomi in metà dei pazienti che non avevano trovato alcun giovamento dall'uso di un SSRI. Altri piccoli trial hanno trovato risultati positivi dall'uso combinato di un SSRI con altri farmaci che agiscono sul sistema glutamminergico, come la glicina, il topiramato o il riluzolo. L'associazione di pregabalin, che blocca indirettamente il rilascio di glutammato agendo sui canali del calcio, ha anch'essa mostrato risultati promettenti. Risultati interessanti si sono ottenuti puranche dalla somministrazione di D-cicloserina (100–125 mg) 1 o 2 ore prima della terapia di esposizione (tecnica psicologica di esposizione alla causa conclamata delle ossessioni).
Nel caso di DOC in concomitanza con la sindrome di Tourette, è stato sperimentato in uno studio pilota per quest'ultima l'uso degli antiandrogeni come la finasteride (un modulatore della dopamina), che sembrano in grado di influire positivamente anche su tic e ossessioni.
La mirtazapina, un antidepressivo che agisce tra l'altro sulla trasmissione serotoninergica, ha mostrato dei risultati interessanti nel trattamento della patologia, perfino in pazienti resistenti al trattamento. 
Oltre alla clomipramina e ai triciclici è usato talvolta un antidepressivo di seconda generazione derivato della piperazina, il SARI trazodone (vi sono diversi studi al riguardo, alcuni in corso), da solo, o in associazione, ma a dose minore, con gli SSRI come farmaco potenziante.
Altre sperimentazioni cliniche riguardano la somministrazione di oppioidi (quali l'idrocodone, solitamente usato come antidolorifico), triptofano e tramadolo, che in uno studio ha comportato la rapida remissione dei sintomi.
L'antagonista serotoninergico ondansetrone si è dimostrato promettente sia in monoterapia sia in combinazione con un SSRI.
Trattamenti con antiandrogenici come il ciproterone acetato e l'analogo del GRH triptorelina hanno dimostrato un considerevole miglioramento dei sintomi.
Alcuni studi sperimentali indicano anche un'efficacia dei cannabinoidi (sostanze presenti nella pianta della Cannabis e nelle droghe leggere da essa derivate) nel DOC e in vari disturbi d'ansia, sotto controllo medico. Sostanziali e rapidi miglioramenti sono stati osservati dopo un singolo trattamento con psilocibina e destroamfetamina.

### Psicochirurgia
Gli interventi di psicochirurgia, come anche l'elettroshock, sono considerati poco utili o troppo invasivi, venendo riservati a pochissimi e gravi casi. Alcuni pazienti hanno tratto giovamento dalla stimolazione elettrica profonda.
In alcuni casi estremi è stata usata la cingolotomia o la capsulotomia, ossia forme di lobotomia parziali e contenute ora cadute praticamente in disuso per la cura del DOC: queste operazioni consistono nella distruzione di fasci fibrosi in specifiche aree cerebrali (corteccia cingolata anteriore, capsula interna). Si tratta di procedure rare ed estreme, poiché sono irreversibili e, oltre a eliminare molti impulsi del DOC, possono avere degli effetti collaterali gravi e invalidanti, più dello stesso OCD: in particolare possono alterare la personalità in maniera notevole, causando difficoltà nella pianificazione mentale e motoria (es. disprassia, disgrafia), disinibizione (disturbo da controllo degli impulsi, ipersessualità, ecc.) e apatia, sintomi della sindrome frontale, che si verifica quando sono danneggiati i lobi frontali (ad esempio nella fase iniziale di alcune malattie neurologiche come la demenza frontotemporale).

### Psicoterapia cognitivo-comportamentale
Nell'ambito della psicoterapia comportamentale si utilizza in particolare la tecnica di esposizione e prevenzione della risposta ma anche quelle di arresto (sospensione) dei pensieri, imitazione di modelli, desensibilizzazione sistematica e intenzione paradossale.
La psicoterapia cognitiva per questo disturbo, invece, concentra la sua attenzione sulla modificazione segnatamente dei seguenti processi di pensiero automatici e disfunzionali: eccessivo senso di responsabilità, eccessiva importanza attribuita ai pensieri, sovrastima della possibilità di controllare i propri pensieri e sovrastima della pericolosità dell'ansia.
Nella terapia cognitivo-comportamentale (abbreviata in TCC) il paziente viene quindi indotto dallo psicoterapeuta a esporsi talvolta allo stimolo ossessivo senza reagire con la compulsione, mentre gli viene spiegata la genesi biologica e psichica dell'ossessione, oltre che l'irrealtà e la non pericolosità del pensiero assediante.

## Prognosi
Interventi psicologici, come la terapia comportamentale e la terapia cognitivo-comportamentale, così come il trattamento farmacologico, possono portare a una riduzione dei sintomi del disturbo ossessivo-compulsivo in un certo e consistente numero di pazienti. Tuttavia, i sintomi possono persistere a livelli moderati, anche a seguito di cicli di trattamento adeguati.
Considerato che quasi tutti gli individui che soffrono di DOC sono consci del fatto che tali pensieri e comportamenti non sono razionali e che, pur lottando contro di essi con tutte le proprie forze razionali (e spesso vergognandosi della propria condizione e non parlandone con altri tranne gli stretti familiari, fino a sentirsi colpevolizzati), non riescono in alcun modo a liberarsene, i casi non trattati, o trattati non adeguatamente, di DOC costituiscono uno dei più frustranti e irritanti disordini da ansia. I pazienti con DOC possono avere notevoli difficoltà nella vita quotidiana, familiare e relazionale, possono riscontrare problemi lavorativi (quali disoccupazione, perdita del lavoro, sotto-occupazione) e problemi di studio (pur avendo spesso un'intelligenza superiore alla media). Spesso le persone con DOC impiegano molto più tempo a diplomarsi o laurearsi, o rinunciano; nel lavoro svolgono spesso mansioni di bassa responsabilità, e a volte questa invalidità viene riconosciuta a livello legale. Il disturbo ossessivo-compulsivo, secondo la legislazione italiana, è considerato invalidante sotto la denominazione nevrosi fobica ossessiva e/o ipocondriaca (tra un minimo di 15 % e un massimo di 50 % di disabilità) o psicosi ossessiva (tra 71% e 80 % di invalidità civile).
Il disturbo, se non prontamente curato, riduce le possibilità di realizzazione sociale ed esistenziale del paziente (specie se presente in comorbilità con altre patologie psicologiche o fisiche), riflettendosi negativamente anche sulla qualità e sulla durata delle relazioni affettive (il 50% dei pazienti non è in grado di mantenere un rapporto di coppia).
Più recentemente gli interventi di psicoterapia hanno evidenziato risultati più consolidati e duraturi, grazie ad un approccio psicodinamico, basato sulle teorie di Massimo Fagioli, che interviene sulla realtà non cosciente del malato, considerando comportamenti e pensieri coscienti solo come segnali della patologia. Lo psicoterapeuta, attraverso il rapporto interumano con il paziente, utilizza gli strumenti necessari ad intervenire sul nucleo più profondo del disturbo ossessivo-compulsivo: l'interpretazione dei sogni per portare alla luce gli aspetti patologici più profondi del pensiero del paziente e la frustrazione, come rifiuto verso i tentativi distruttivi agiti, con l'obiettivo di interrompere la coazione a ripetere che costituisce il sintomo che maggiormente rappresenta e caratterizza questa patologia.
Escludendo le comorbilità come la depressione, i pazienti con un DOC grave hanno un rischio di suicidio superiore alla media della popolazione sana. Se nella depressione maggiore il rischio è intorno al 15 % o meno, e nella schizofrenia intorno al 5-10 % (i tentativi si attestano intorno a un intervallo del 20-40 %), nel DOC il tasso di rischio non è precisato con certezza, ma si stima che nei pazienti con basso insight esso sia compreso tra il 5 % e il 26 %, che abbiano tentato almeno una volta di togliersi la vita (o effettuato atti gravi di autolesionismo), o l'abbiano ideato con intenzione reale (escludendo quindi il pensiero ossessivo - non vero ma intrusivo - di "poter suicidarsi", ma senza la volontà di farlo). La letteratura specialistica indicava precedentemente un rischio intorno allo 0,4 % o inferiore, poi rettificato. Uno studio del 2004 (Sørensen e altri) stima invece nel DOC grave, presumibilmente in presenza di stress psichico, fisico o lavorativo, e comorbilità con la depressione maggiore, in precedenza sottostimata, una percentuale di tentativi di suicidio dell'11 %, e di ideazione suicidaria nel 62 % dei casi. La presenza di DOC è anche un fattore di rischio che aumenta la possibilità di tentativi suicidari nei pazienti bipolari o con disturbi dell'umore fluttuante.

### Monografie
- Serena Corio, Sira Dezi, Simona Paciotti, Laura Thouverai, Il disturbo ossessivo-compulsivo. Il pensiero in trappola, Roma, L'Asino d'oro edizioni, 2024. ISBN 978-88-6443-712-5
- Francesco Mancini. La mente ossessiva. Curare il disturbo ossessivo-compulsivo. Raffaello Cortina Editore, 2016.
- Gabriele Melli. Vincere le ossessioni. 3ª ed. Firenze, Editore Eclipsi, 2011. ISBN 978-88-89627-15-0.
- Susanne Fricke, Iver Hand. Avrò chiuso la porta di casa? Affrontare le proprie ossessioni Editore	Centro Studi Erickson, 2007 ISBN 8861370233, 9788861370234
- Alain Sauteraud. Non riesco a fare a meno di... verificare, contare, lavare, controllare. Come riconoscere e liberarsi dalle ossessioni, manie, fissazioni e compulsioni Editore TEA, 2006 ISBN 8850204531, 9788850204533
- Davide Dettore. Il disturbo ossessivo-compulsivo. 2ª ed. Milano, Mc Graw-Hill Companies, 2003.
- Lee Baer. Come raggiungere la padronanza e il controllo di sé Editore Bompiani, 2002 ISBN 8845251039, 9788845251030
- R.P. Swinson; M.M. Antony; S. Rachman; M.A. Richter. Obsessive-compulsive disorder. (in inglese) 1998.
- Luigi Ravizza; Filippo Bogetto; Giuseppe Maina. Il disturbo ossessivo-compulsivo. 1ª ed. Milano, Masson, 1997. ISBN 88-214-2341-7.
- Jeffrey M. Schwartz con Beverly Beyette. Il cervello bloccato Longanesi, 1997 ISBN 88-304-1419-0
- Judith L. Rapoport. Il ragazzo che si lavava in continuazione e altri disturbi ossessivi. Torino, Bollati Boringhieri, 1994
- Paolo Pancheri. Ossessioni, compulsioni e continuum ossessivo. Roma, Il Pensiero Scientifico Editore, 1992.
- Tortora Pato e Zohar. Terapia dei disturbi ossessivo-compulsivi. Roma, Il Pensiero Scientifico Editore, 1992.

### Psichiatria generale
- American Psychiatric Association (a cura di). DSM-IV - Manuale diagnostico e statistico dei disturbi mentali. Milano, Masson.
- Giovanni Battista Cassano; Paolo Pancheri; Luigi Pavan (a cura di). Trattato italiano di psichiatria. Milano, Masson, 2002.
- Carlo Lorenzo Cazzullo. Vol. 2 - Cap. 1 Nevrosi e psiconevrosi - Par. 1.7. Nevrosi ossessivo-compulsiva (NOC) o psiconevrosi ossessiva, in Trattato di psichiatria. Roma, Micarelli, 1993. pp. 506–521.
- H. Ey; P. Bernard; Ch. Brisset. Manuale di psichiatria. 4ª ed. Milano, Masson.
- P. Sarteschi e C. Maggini. Manuale di psichiatria. Bologna, SDM, 1989.

### Farmacoterapia
- Agenzia Italiana del Farmaco. Cap. 5. Psichiatria - Par. Ansia Cronica, in Guida all'uso dei farmaci sulla base del British National Formulary. 5ª ed. Milano, Elsevier, 2008. pp. 87–88. ISBN 978-88-214-3142-5.
- S. Caccia; T. Cottatellucci; R. Samanin; B. Saraceno (a cura di). Tavole degli psicofarmaci. 2ª ed. Ciba-Geigy Edizioni, 1989. ISBN 88-7645-070-X.
- Cesare Bellantuomo; Mirella Ruggeri; Marco Piccinelli. Parte seconda - Cap. 8. Gli psicofarmaci nella terapia delle sindromi ansiose, in Cesare Bellantuomo e Michele Tansella. Gli psicofarmaci nella pratica terapeutica. 3ª ed. Roma, Il Pensiero Scientifico Editore (collana "Temi di neurologia, psicologia e psicopatologia"), 1993. pp. 255–320. ISBN 88-7002-576-4.
- Donald F. Klein. Cap. 4 Disordini sessuali e rispettivi farmaci - Par. Sindromi con sintomi di ansia - Sez. Disordine ossessivo-coattivo, in Helen Kaplan (a cura di). Come curare le fobie sessuali. Studi Bompiani. pp. 96–97.
- L. Ravizza; G. Barzega; S. Bellino; F. Bogetto; G. Maina. La terapia farmacologica del disturbo ossessivo-compulsivo, in Atti del Congresso "Il disturbo ossessivo-compulsivo e i disturbi alimentari psicogeni" (Torino, 26-27 giugno 1993). Torino, Libreria Cortina, 1995.

### Psicologia clinica
- Gerald C. Davinson e John M. Neale. Psicologia Clinica. 2ª ed. Bologna, Zanichelli, 2000.
- Andrea Castiello d'Antonio, Malati di lavoro. Cos'è e come si manifesta il Workaholism. Roma, Cooper, 2010.

### Psicoterapia comportamentale
- Laurent Samuel. Ossessioni, in Come risolvere da soli i problemi psicologici. 1ª ed. Milano, R.C.S. Libri & Grandi Opere, 1993. pp. 140–141. ISBN 88-454-0603-2. (pubblicato nel periodico mensile "Tascabili Sonzogno" - Anno V - Numero 67)

### Psicoanalisi
- Savo Spaçal. Vol. 2 Clinica - Cap. 5 La nevrosi ossessiva, in Antonio Alberto Semi (a cura di). Trattato di psicoanalisi. Milano, Raffaello Cortina Editore (collana "Biblioteca di Psicoanalisi"), 1989. pp. 217–254. ISBN 88-7078-075-9.

### Dizionari
- Umberto Galimberti. Lemma "Ossessione", in Dizionario di psicologia. 1ª ed. Torino, UTET, 1992. pp. 648–650. ISBN 88-02-04613-1.
- Michel Godfryd. Lemma "Ossessiva", in Dizionario di psicologia e psichiatria. 1ª ed. Roma, Newton Compton editori (collana Il sapere - Enciclopedia tascabile Newton - Sezione di scienze umane - 18), 1994. p. 63. ISBN 88-7983-487-8 (pubblicato nel periodico settimanale "Tascabili Economici Newton" del 4 giugno 1994).
- L.E. Hinsie e R.J. Campbell. Dizionario di psichiatria. Astrolabio, 1979.
- Jean Laplanche e Jean-Bertrand Pontalis. Lemmi "Compulsion" e "Compulsive", in The language of psycho-analysis. (in inglese) Karnac Books, 1988. ISBN 978-0-946439-49-2 (testo).

### Periodici
- Claudette Portelli. Terapia breve strategica avanzata per disturbi ossessivo-compulsivi, Rivista Europea di Terapia Breve Strategica e Sistemica, n. 1 - 2004.
- P. Vaschetto; S. Bellino; S. Colla; F. Bogetto. Disturbo Ossessivo-Compulsivo e Disturbi Fobici: comorbilità e codiagnosi di Asse II, Giornale Italiano di Psicopatologia.
- K. Carter. PSYC 210 lecture, 14 febbraio 2006.

### Relazioni congressuali
- Luigi Ravizza. La terapia psicofarmacologica del disturbo ossessivo-compulsivo. Relazione presentata al XXXIX Congresso della Società Italiana di Psichiatria (Riccione, 23-28 ottobre 1994).